# Hagenuk MT-2000

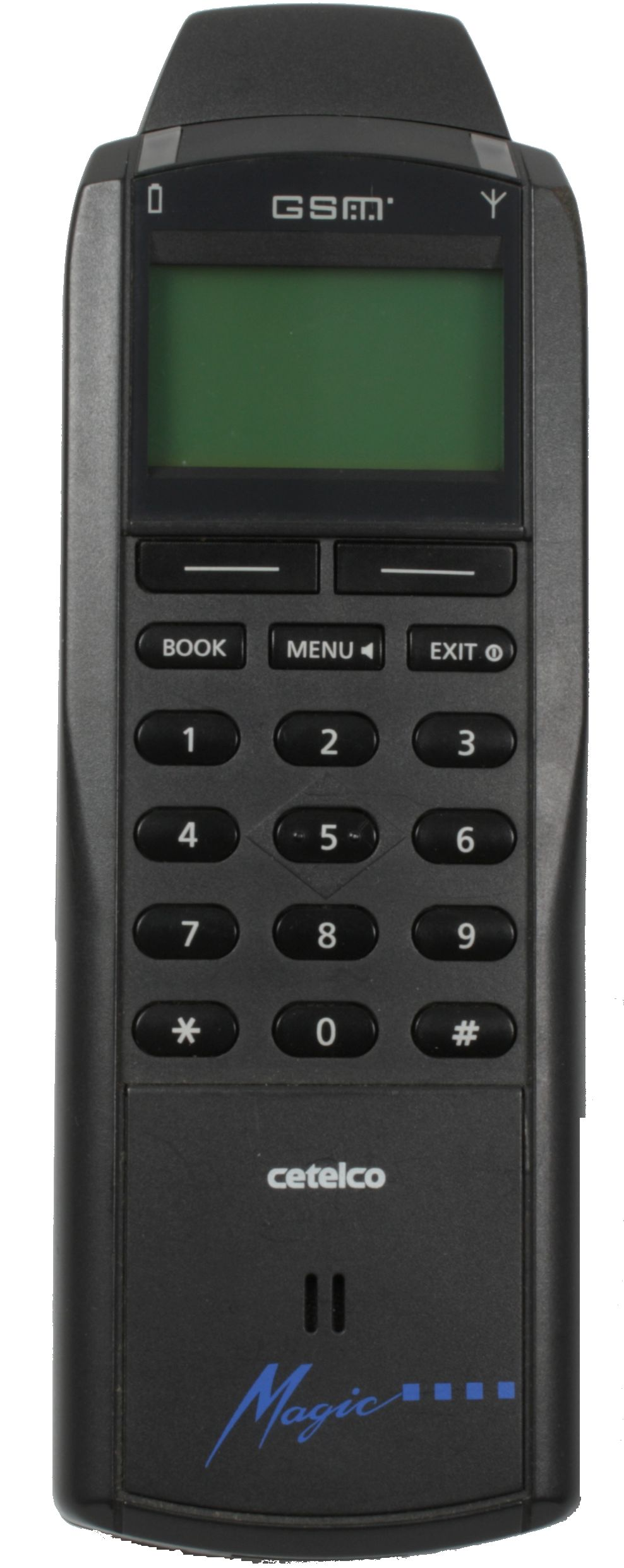
Cetelcoモデルの姉妹バージョンであるHagenuk MT-2000

Hagenuk MT-2000は1994年に発売された携帯電話である。この端末はデンマークStøvringにあるHagenukの開発センターで設計・製造された。この端末は前身である1992年のHagenuk MT-900とともにソフトキー (en) の機能を導入した最初期の携帯電話製品の一つである。また、MT-2000は従来の外付けアンテナではなく内蔵アンテナを組み込んだ世界初の製品でもある。さらに、Hagenuk MT-2000はテトリス系のゲームを組み込んだ世界初の携帯電話でもある。

## Hagenukの歴史
Hagenukはデジタルモバイルゲームの最初期のデベロッパーの一つであり、その開発センターはデンマークStøvring所在のCetelcoであった。Cetelcoはすでにアナログ携帯電話の開発を行っている企業であった。彼らの端末にはHagenukおよびCetelcoという二つの姉妹モデルがあった。
Hagenukは早くからGSM方式の携帯電話市場に参入していた。Hagenukで最初のGSM携帯であるMT-900はライバルのNokiaの最初のGSM携帯端末 (the 1101) から四週間遅れて型式承認を得たが、モバイルゲーム搭載モデルでは三年先んじた。